# Nyssodrysternum variabile
Nyssodrysternum variabile là một loài bọ cánh cứng trong họ Cerambycidae.